# Плита Ідзанаґі

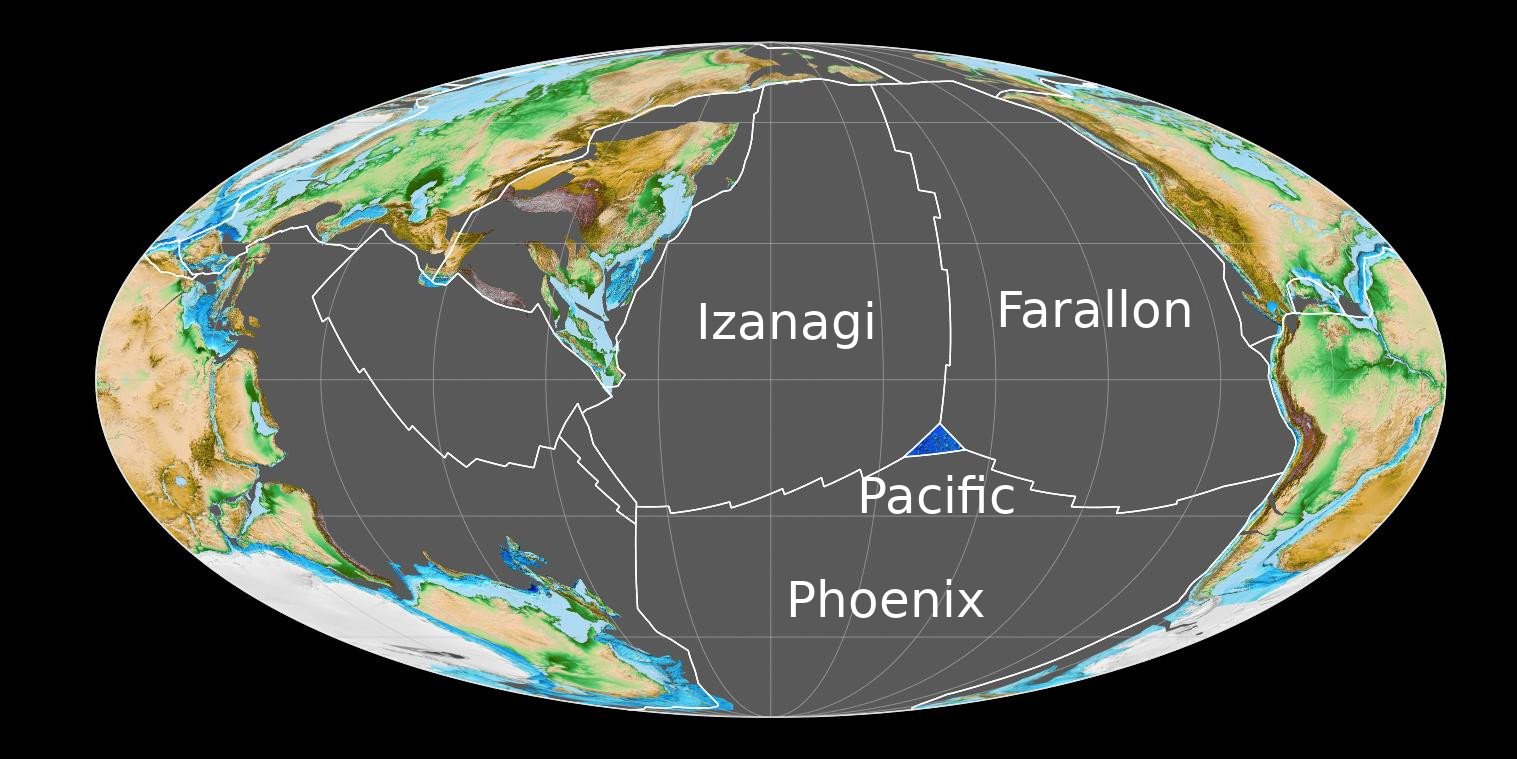
Плита Ідзанагі в ранньому юрському періоді (180 млн. років)

Плита Ідзанагі (названа на честь синтоїстського бога Ідзанагі) — стародавня тектонічна плита, що зазнала субдукцію під Охотську плиту 130–100 млн років тому. 
Швидкий рух плити Ідзанагі спричинив дрейф північно-західної Японії та зовнішньої зони південно-західної Японії на північ. 
Метаморфічні породи високого тиску утворилися на східній околиці дрейфуючої суші в метаморфічному поясі Санбагава, тоді як метаморфічні породи низького тиску утворилися на його західній околиці в метаморфічному поясі Абукума. 
Приблизно 95 млн років тому плита Ідзанагі була повністю субдукована і замінена західним краєм Тихоокеанської плити, що також зазнала субдукцію у північно-західному напрямку. 
Магматизм, пов'язаний із субдукцією, мав місце поблизу поясу Ріоке. 
Ніякої вираженої тектоніки в поясі Абункума після зміни субдукційної плити не відбулося.
Відкриття згаслої юрсько-крейдової спредингової системи у північно-західній частині Тихого океану призвело до запровадження в 1972 році терміна зниклої плити Кула. 
Плита Ідзанагі була згодом представлена в 1982 році, щоб пояснити геометрію цієї спредингової системи. 
 
Знання про нині субдуковану плиту Ідзанагі обмежуються мезозойськими магнітними лініями на Тихоокеанській плиті, які зберігають записи цієї субдукції. 